# Abayudaya
Abayudaya en Luganda (Poble de Judà), són una comunitat jueva de Buganda a l'est d'Uganda, a prop de la ciutat de Mbale. Encara que no són genèticament o històricament relacionat amb altres jueus, ho són en la seva pràctica de la religió, mantenint la versió de Kashruth i observar el Sàbat. Viuen en diferents tipus de pobles d'Uganda. La majoria d'aquests són reconeguts per la Reforma i les sectes del judaisme conservador. No obstant això, els pobletans de Putti segueixen buscant una conversió ortodoxa i la pràctica estricta del judaisme rabí.
La seva població s'estima en aproximadament 1.100, després d'haver estat tan gran com 3.000 (abans de les persecucions del règim d'Idi Amin), igual que els seus veïns, són agricultors de subsistència. Els Abayudaya, majoritàriament són d'origen Bagwere, a excepció dels de Namutumba, a Busoga. Ells parlen Luganda, Lusoga o Lugwere, encara que alguns han après hebreu.